# Thomas McElwee
Thomas McElwee, né le 30 novembre 1957 et mort le 8 août 1981, est un membre de l’Armée républicaine irlandaise provisoire.

## Biographie

### Jeunesse
Sixième d’une fratrie de douze enfants, Thomas McElwee est né le 30 novembre 1957 à Bellaghy, dans le comté de Derry en Irlande du Nord. Après sa scolarité, il effectua un apprentissage de mécanicien à Magherafelt et à Ballymena.
À l’âge de quatorze ans, il devint membre de Fianna Éireann, puis l’Unité républicaine indépendante de Derry-Sud. À la suite de la dissolution de cette dernière, il intégra les rangs de l’Armée républicaine irlandaise provisoire.

### Activités paramilitaires
Le 9 octobre 1976, Thomas McElwee son frère Benedict et deux autres complices préparèrent un attentat à la voiture piégée à Ballymena. La bombe explosa plus tôt que prévu et Thomas perdit son œil droit. Une fois remis, il fut inculpé du meurtre d’Yvonne Dunlop, protestante âgée de vingt-six ans morte dans l’explosion de son magasin, et condamné à la prison à vie en septembre de l’année suivante. En appel, les faits furent requalifiés en homicide et la peine réduite à vingt ans de détention.

### Détention et grève de la faim
Emprisonné à la prison du Maze, il prit part à la blanket protest, puis à la grève de la faim de 1981, à l’issue de laquelle il mourut le 8 août après 62 jours de jeûne. Son cousin germain, Francis Hughes, était mort dans le cadre de la grève trois mois auparavant, le 12 mai.